# Per sempre Ivan
Per sempre Ivan è un album di Ivan Graziani pubblicato postumo nel 1999 contenente materiale di studio inedito più canzoni dell'artista interpretate da Renato Zero, Antonello Venditti, Biagio Antonacci, Umberto Tozzi e Alex Baroni.

## Tracce
1. Vita
2. Lascia stare il mio gatto
3. Believe in the morning
4. Non è un delitto
5. Porto canale (duetto Biagio Antonacci - Ivan Graziani)
6. È stato un viaggio (duetto Alex Baroni - Umberto Tozzi)
7. Mary Bucchero
8. Oh! Lo sai
9. Cuore d'oro
10. Un'ora (duetto Filippo Graziani - Ivan Graziani)
11. Foto di gruppo (duetto Antonello Venditti - Renato Zero)

## Formazione
- Ivan Graziani – voce
- Max Corona, Adriano Martino – chitarra
- Paolo Costa, Roberto Gallinelli, Roberto Melone – basso
- Luciano Ciccaglioni – chitarra acustica ed elettrica, banjo
- Tommy Graziani, Lele Melotti – batteria
- Giorgio Cocilovo – chitarra elettrica
- Stefano Senesi – tastiera e pianoforte
- Andrea Felli – programmazione
- Cristian Bonato – tastiera
- Daniele Comoglio – sax